# Literatura avantguardista
La literatura avantguardista engloba totes aquelles obres escrites al final del segle xix i principis de segle xx que volen canviar l'estil imperant fins aleshores. No és un moviment sinó un conjunt de moviments que tenen en comú les ànsies de modernitat i el desig de renovació i experimentació formal. Aquesta literatura participa de la fascinació pel progrés i les màquines que influirà també a l'art abstracte.

## El futurisme

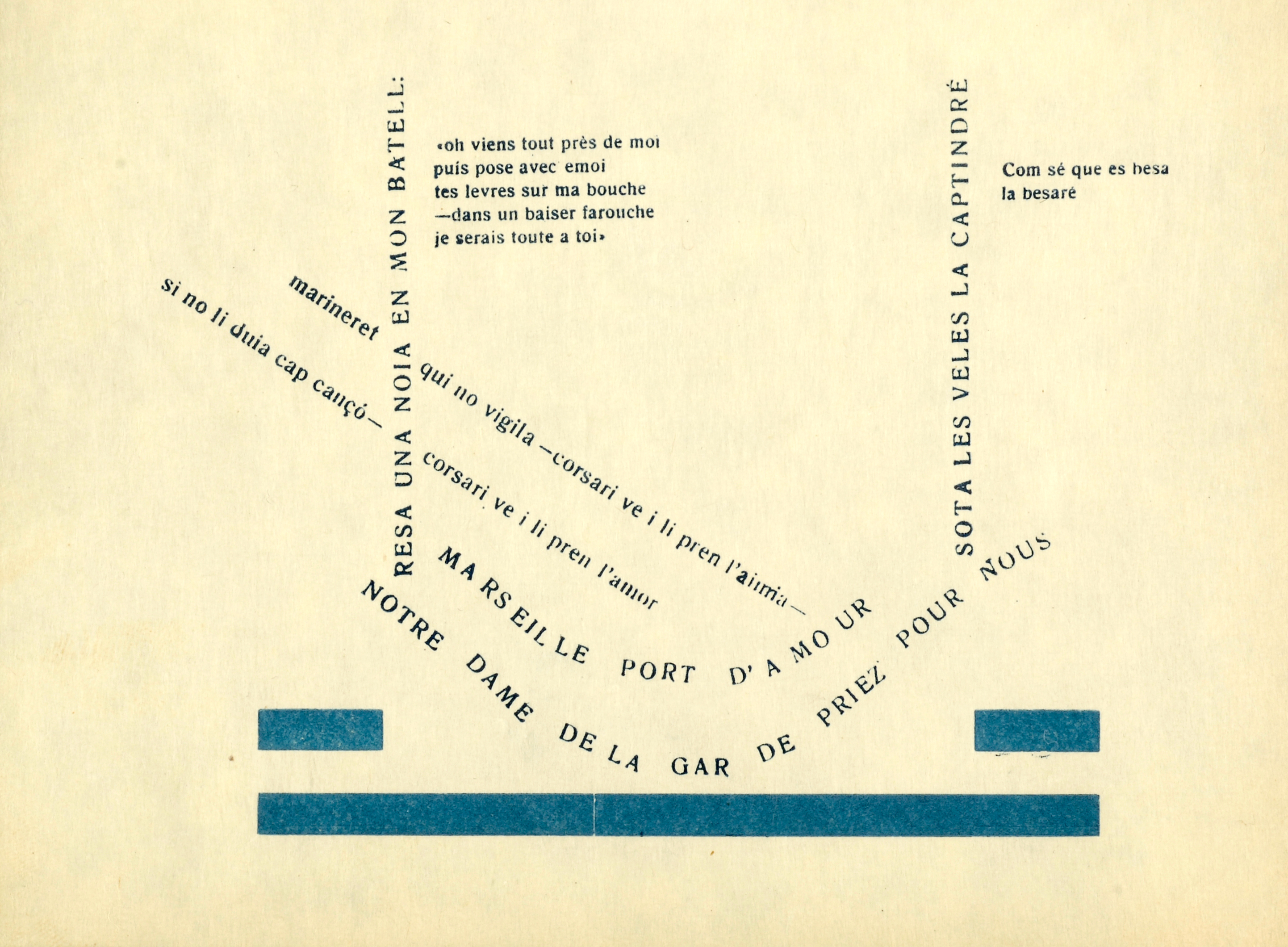
Cal·ligrama de Salvat-Papasseit, 1923

Un moviment destacat dins la literatura avantguardista va ser el futurisme, que propugnava unes obres centrades en els avenços tècnics, en la velocitat, com a signes característics dels nous temps. Filippo Tommaso Marinetti va ser un dels seus líders més destacats.
Va tenir èxit sobretot en poesia, amb poemes escrits en infinitiu, sense gaires signes de puntuació, lloant les màquines i la guerra (fet que el va convertir en l'art oficial del feixisme) i alterant la sintaxi natural de la frase per provocar estranyesa.
Alguns autors destacats d'aquest moviment van ser Josep Vicenç Foix, Joan Salvat-Papasseit o Ramón Gómez de la Serna.

## Ultraisme
L'ultraisme es pot considerar una evolució del futurisme o una oposició al modernisme que encara es conreava. Rebutjava l'ornamentació excessiva en l'art, que amagava l'essencial del missatge, i proposava imatges síntesi de diverses metàfores, per multiplicar el seu poder de suggeriment.
Va tenir molt de pes a Espanya i Amèrica Llatina, on destaca el paper de Guillermo de la Torre.

## Cubisme
El cubisme va ser un moviment nascut a les arts pictòriques, on es feien quadres basats en figures geomètriques. La seva adaptació a la literatura va suposar una nova atenció a l'aspecte gràfic dels textos, el paper dels espais en blancs, de la tipografia, etc.
Guillaume Apollinaire va ser un dels principals conreadors d'aquest moviment, amb invencions com la del cal·ligrama, que donaria pas a la poesia visual. A Catalunya, el màxim exponent n'és Joan Brossa.

## Creacionisme
El creacionisme defensava que no hi havia separació entre l'art i la realitat, ja que l'artista, amb els seus textos, creava noves realitats igual que podria fer Déu. Tot i la coincidència de nom, no s'ha de confondre aquest moviment literari amb la teoria sobre la creació de la Terra.
Vicente Huidobro va ser un dels seus màxims exponents. Va escriure textos plens de metàfores sorprenents i éssers fantàstics

## Dadaisme
El dadaisme va suposar un pas més en la destrucció de les formes antigues. Liderat per Tristan Tzara, proposava abolir totes les convencions artístiques, fer obres antiartístiques, rebutjant la bellesa, lloant la violència i allò escatològic. S'aprecia en aquest moviment una forta influència de la Primera Guerra Mundial.
Les obres dadaistes també es preocupen de l'aspecte gràfic, incloent diversos materials en el text, cridant a la rebel·lió i la destrucció amb un nihilisme extrem. El seu nom ve de dada, una paraula sense sentit, primitiva.

## Surrealisme
Per a molts el surrealisme s'ha de considerar a part de les avantguardes, és una de les seves evolucions. Altres, però, l'engloben dins aquest corrent pel seu afany trencador. El seu representant més important fou André Breton.
El surrealisme reivindica l'escriptura automàtica i la inclusió del món del somni per fer obres d'art realment originals. L'autèntica literatura ha de sortir del jo més profund, sense control racional (seguint les teories de la psicoanàlisi). Per això els textos surrealistes estan plens d'imatges impossibles i humor absurd.